# Scelolophia olivaceata
Scelolophia olivaceata är en fjärilsart som beskrevs av W. Warren 1901. Scelolophia olivaceata ingår i släktet Scelolophia och familjen mätare. Inga underarter finns listade.